# Antípatro de Tesalónica
Antípatro de Salónica (Αντίπατρος ο Θεσσαλονικεύς: Salónica, entre el 50 a. C. e inicios del siglo I d. C.) fue un poeta de la Antigua Grecia, autor de cerca de cien epigramas.

## Biografía
De su vida se sabe poco; probablemente vivió en el período helenístico, mientras el procónsul de Grecia era Lucio Calpurnio Pisón que, después del 15 a. C., lo nombró gobernador de Salónica, seguramente porque era un hombre bien visto, educado y de rica familia. Posiblemente, Antípatro estaba en buenas relaciones con la familia real; mientras se celebraba la fundación de Nicópolis, después de la batalla de Accio (31 a. C.), por Octavio, le deseó la victoria en uno de sus epigramas. Dedicó también un epigrama a Cayo César, que murió en el año 4, y no hay referencias suyas posteriores, por lo que se cree que murió poco después.